# Caetité
Caetité, amtlich Município de Caetité, ist eine Mittelstadt im Bundesstaat Bahia in Brasilien in der Região Nordeste.
Sie  liegt in der halbtrockenen Sertão-Region im Landesinneren. Im Jahr 2020 hatte die Stadt schätzungsweise 51.081 Einwohner. Sie erstreckt sich über eine Fläche von 2651,5 Quadratkilometern und liegt 757 Kilometer  von der Landeshauptstadt Salvador entfernt.
In Caetité steht die größte Uranmine Lateinamerikas: „Laut der staatlichen Atomfirma Brasiliens, INB, liefert Brasilien sein Uran seit einigen Jahren „exklusiv“ nach Frankreich. Zuvor wurde das Yellowcake aus Caetité zur Verarbeitung zu Uranhexafluorid (UF6) zur Cameco nach Kanada gesandt, von dort zu weiteren Weiterverarbeitung zu gasförmigen Urandioxid (UO2) nach Europa zur britisch-niederländisch-deutschen Urenco geschickt, bevor es dann wieder nach Brasilien geht, um bei Angra 1 und 2 und bald auch Nummer 3 zur Stromgewinnung eingesetzt zu werden“, wie Christian Russau im Jahr 2015 berichtete.